# チェーザレ・リーパ
チェーザレ・リーパ（Cesare Ripa、1560年ころ - 1622年1月22日）は、イタリアの著作家である。1593年に出版された図像学事典『イコノロギア（ l'Iconologia overo Descrittione Dell'imagini Universali cavate dall'Antichità et da altri luoghi:　イコノロギア、古代やその他の場所から集められた普遍的な図像の説明）』の著者である。

## 略歴
ペルージャで生まれた。貧しい家の出身で生涯についてはほとんど知られていない。若いころにローマに移り、枢機卿アントニオ・マリア・サルヴィアーティ（Antonio Maria Salviati: 1537-1602）の邸で執事や料理人として働いた。枢機卿の没後、枢機卿の親戚のために働いた。
ローマで知識人たちと交流し、余暇に執筆し、1593年に、挿絵なしで出版された『イコノロギア』は1603年に150点あまりの図版付きで第2版が出版された。エジプト、ギリシャ、ローマ装飾図像をもとにした図像学事典『イコノロギア』は影響力のある書籍となり、大成功を収め、何度も再版された。リーパの没後、フランス語やオランダ語、ドイツ語、英語などに翻訳され、各国で出版された。
1598年に教皇クレメンス8世によって、リーパは聖マウリッツィオ・ラザロ騎士団の騎士の称号を与えられた。

## 『イコノロギア』に各版に付けられた図版

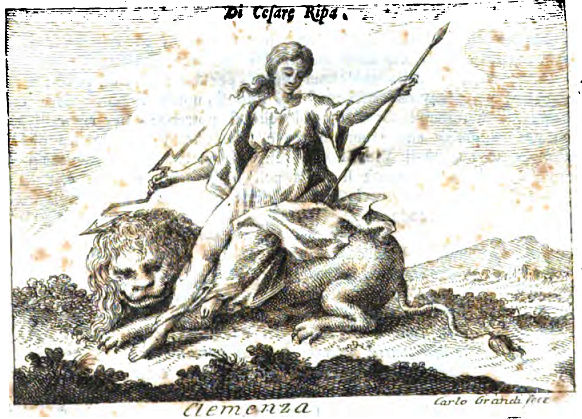
寛大さの寓意 1603年版の『イコノロギア』の図版
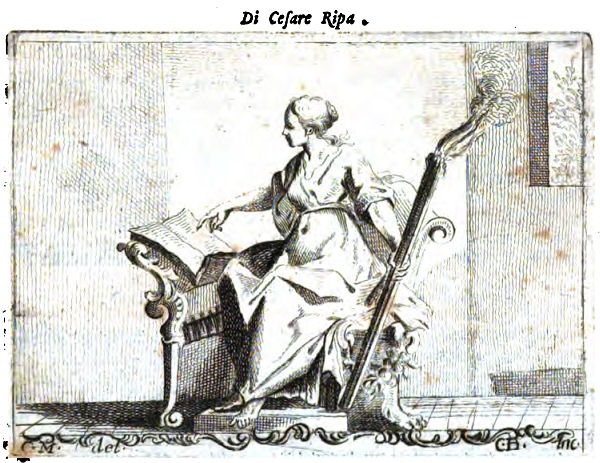
知識の寓意 1603年版の『イコノロギア』の図版
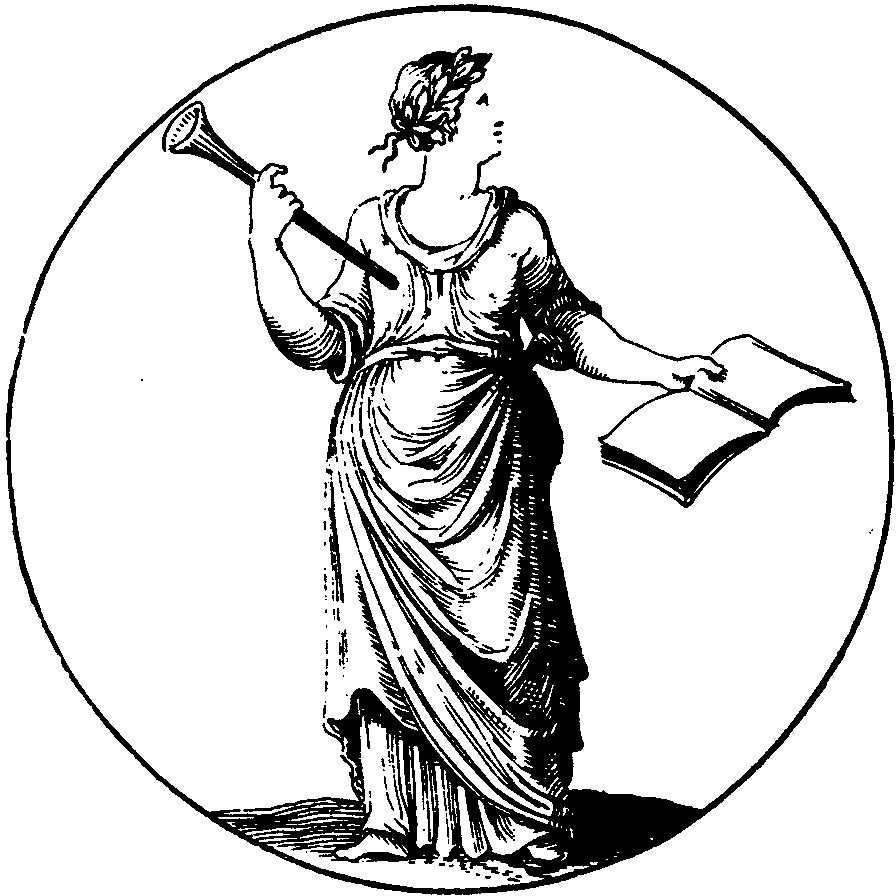
文芸の女神クレイオー - 名声を意味するトランペット書物を持って描かれる 1643年版のフランス語訳『イコノロギア』の図版